# 白豆蔻
白豆蔻，又名白蔻仁、白蔻、豆蔻花、宜州樣子，为薑科砂仁属多年生草本植物，花期2-5月，果期6-8月，种子暗棕色，有香味，可入药，称豆蔻或多骨。
原产中南半島和蘇門答臘，中國雲南、廣東等地有栽培。

## 漢醫學
《本草纲目》载：“治噎膈，除疟疾寒热，解酒毒。”

## 外部連結
- 豆蔻 中藥材圖像數據庫  (香港浸會大學中醫藥學院) （中文）（英文）